# Anthyperythra hermearia
Anthyperythra hermearia là một loài bướm đêm trong họ Geometridae.